# Emil Leon Post
Emil Leon Post (Augustów, 11 febbraio 1897 – New York, 21 aprile 1954) è stato un matematico e logico statunitense di origine polacca.

## Biografia
Nacque in una famiglia ebrea polacca che emigrò in America quando era ancora bambino. Dopo aver completato il PhD in matematica presso la Columbia University, fece un post-dottorato all'Università di Princeton. Qui si occupò del tema dell'incompletezza dei Principia Mathematica, che Kurt Gödel dimostrò nel 1931.
Successivamente divenne insegnante di matematica nelle scuole superiori, a New York. Nel 1936 entrò al dipartimento di matematica presso il City College of New York, dove rimase fino alla morte.
Nella sua tesi di dottorato alla Columbia University, Post dimostrò, tra le altre cose, che il calcolo proposizionale dei Principia Mathematica è completo: cioè che tutte le tautologie sono teoremi, dimostrabili dati gli assiomi dei Principia, le regole di sostituzione e il modus ponens.
Nel 1936 si occupò di definire il concetto di computabilità. Tra le sue teorie più importanti, quella relativa ai sistemi formali e agli insiemi ricorsivamente enumerabili.
Nel 1947 diede la dimostrazione dell'impossibile risoluzione del problema di Thue (problema delle parole per i semigruppi).